# Fluviário de Mora

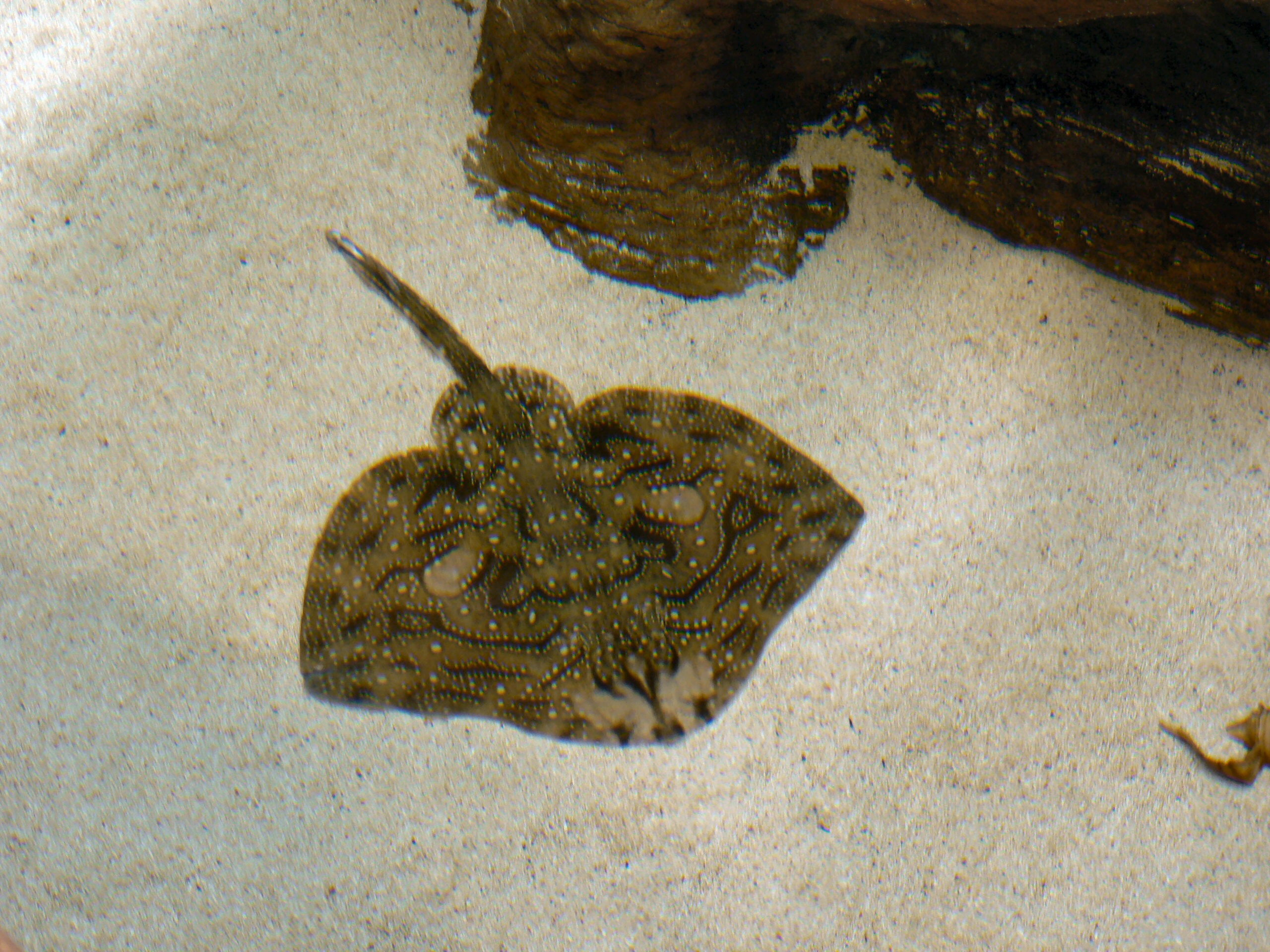
Raia-curva

O Fluviário de Mora é um aquário público dedicado aos ecossistemas de água doce, privilegiando o conhecimento e importância da sua biodiversidade, e sua relação com a humanidade. Situa-se no Parque Ecológico do Gameiro, freguesia de Cabeção, município de Mora.
Constituído por um conjunto de aquários e espaços envolventes, o Fluviário de Mora permite observar diferentes espécies de fauna e flora que ocorrem em rios e lagos. As galerias expositivas do Fluviário de Mora encontram-se organizadas por biótopos. Através da exposição de habitats do percurso de um rio - paradigma de um rio Ibérico - desde a nascente até à foz, e mar, é possível conhecer diversas espécies dos rios de Portugal, entre elas, alguns endemismos Ibéricos. Já na galeria de habitats exóticos, é possível conhecer espécies da bacia hidrográfica do rio Amazonas, dos Grandes Lagos Africanos do Vale do Rift, entre outras.

## Algumas das espécies observáveis
- Achigã (Micropterus salmoides)

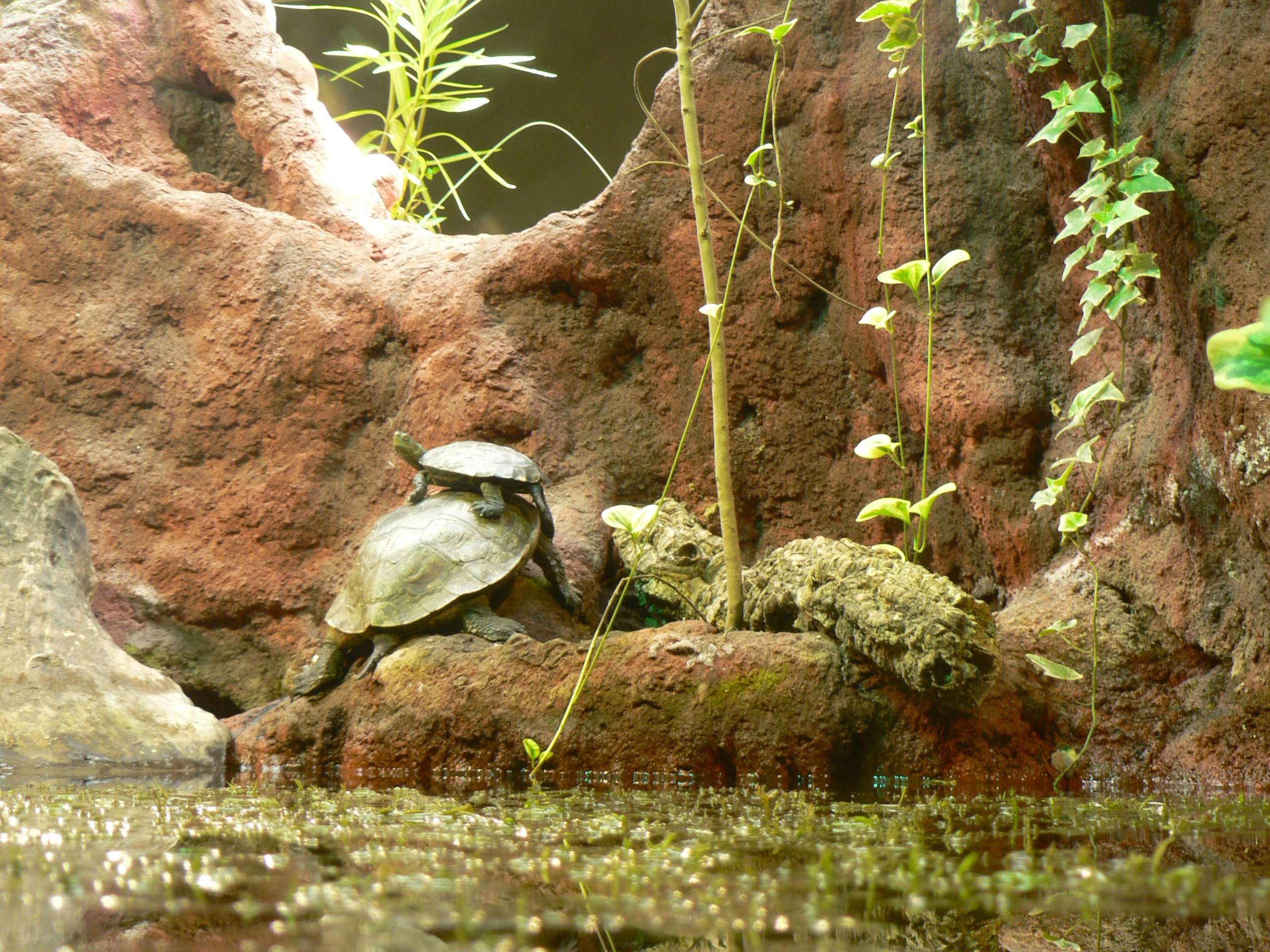
Cágado-mediterrânico

- Anaconda-amarela ou Sucuri (Eunectes notaeus)
- Barbo-comum (Barbus bocagei)
- Boga-comum (Pseudochondrostoma polylepis)
- Bordalo (Squalius alburnoides)
- Góbio (Gobio lozanoi)
- Cágado-mediterrânico (Mauremys leprosa)
- Dourada (Sparus aurata)
- Esturjão (Acipenser sp.)
- Cumba (Luciobarbus comizo)
- Lontra-de-garras-pequenas (Aonyx cinereus)
- Lontra-europeia (Lutra lutra)
- Panjorca (Chondrostoma arcasii)
- Axolotle (Ambystoma mexicanum)
- Peixe-gato-africano (Synodontis ocellifer)
- Perca-sol (Lepomis gibbosus)
- Perereca-venenosa-de-faixa-amarela (Dendrobates leucomelas)
- Piranha-vermelha (Pygocentrus nattereri)
- Raia-curva (Raja undulata)
- Saramugo (Anaecypris hispanica)